# Леблан, Артур
Артур Леблан (англ. Arthur LeBlanc; род. 1943, Уэст-Аричат, Новая Шотландия) — канадский государственный и политический деятель. Действующий лейтенант-губернатор Новой Шотландии.

## Ранний период жизни
Родился в 1943 году в Аричате, Новая Шотландия. Окончил Университет Святого Франциска Ксаверия в 1964 году со степенью бакалавра коммерции, а также имеет степень бакалавра права Университета Дэлхаузи, который окончил в 1968 году. В ноябре 1968 года был принят в адвокатуру.

## Карьера
Занимался юридической практикой в течение 25 лет, сосредоточившись на гражданских судебных процессах. В 1983 году был назначен королевским адвокатом. В 1998 году стал судьей Верховного суда Новой Шотландии по совету премьер-министра Канады Жана Кретьена.
14 июня 2017 года был назначен лейтенант-губернатором Новой Шотландии генерал-губернатором Канады Дэвидом Джонстоном по конституционной рекомендации премьер-министра Канады Джастина Трюдо. Артур Леблан приведен к присяге 28 июня 2017 года.

## Личная жизнь
Женат на Розмари Патрисии, в браке у них родилось трое сыновей.